# Медаль «За развитие железных дорог»
Меда́ль «За разви́тие желе́зных доро́г» — государственная награда Российской Федерации. Медалью награждаются граждане за заслуги в развитии железнодорожного транспорта.

## Положение о медали
1. Медалью «За развитие железных дорог» награждаются граждане за заслуги в развитии железнодорожного транспорта в Российской Федерации и большой вклад в подготовку кадров, научную и иную деятельность, направленную на повышение эффективности его работы.
Награждение медалью «За развитие железных дорог», как правило, производится при условии наличия у представленного к награде лица наград федеральных органов государственной власти, иных федеральных государственных органов или органов государственной власти субъектов Российской Федерации.
2. Медалью «За развитие железных дорог» могут быть награждены и иностранные граждане за особые заслуги в развитии железнодорожного транспорта в Российской Федерации.
3. Медаль «За развитие железных дорог» носится на левой стороне груди и при наличии других медалей Российской Федерации располагается после медали «За труды по сельскому хозяйству».
31. Для особых случаев и возможного повседневного ношения предусматривается ношение миниатюрной копии медали «За развитие железных дорог», которая располагается после миниатюрной копии медали «За труды по сельскому хозяйству».
4. При ношении на форменной одежде ленты медали «За развитие железных дорог» на планке она располагается после ленты медали «За труды по сельскому хозяйству».

## Описание медали

Медаль «За развитие железных дорог» с удостоверением

Медаль «За развитие железных дорог» из серебра. Она имеет форму круга диаметром 32 мм с выпуклым бортиком с обеих сторон.
На лицевой стороне медали — изображение первого русского паровоза и современного электровоза.
На оборотной стороне медали — надпись: «ЗА РАЗВИТИЕ ЖЕЛЕЗНЫХ ДОРОГ», под ней — номер медали.
Все изображения на медали рельефные.
Медаль при помощи ушка и кольца соединяется с пятиугольной колодкой, обтянутой шёлковой муаровой лентой зелёного цвета с продольными полосками серебристого и чёрного цветов по краям ленты. Ширина ленты — 24 мм, ширина полосок — 2 мм.
При ношении на форменной одежде ленты медали «За развитие железных дорог» используется планка высотой 8 мм, ширина ленты — 24 мм.
Миниатюрная копия медали «За развитие железных дорог» носится на колодке. Диаметр миниатюрной копии медали — 16 мм.

## История награды

### 2007 год
Медаль «За развитие железных дорог» учреждена Указом Президента Российской Федерации от 9 июля 2007 года № 852 «Об учреждении медали „За развитие железных дорог“».
Тем же указом утверждены первоначальное Положение о медали, в котором говорилось:
Медалью «За развитие железных дорог» награждаются граждане за заслуги в развитии железнодорожного транспорта в Российской Федерации большой вклад в подготовку кадров, в научную и иную деятельность, направленную на повышение эффективности его работы.
Медаль «За развитие железных дорог» носится на левой стороне груди и располагается после медали «В память 1000-летия Казани»
и первоначальное описание медали, в котором говорилось:
Медаль «За развитие железных дорог» — из серебра, имеет форму круга диаметром 32 мм с выпуклым бортиком с обеих сторон.
На лицевой стороне — изображение первого русского паровоза и современного электровоза.
На оборотной стороне медали надпись: «За развитие железных дорог», под ней — номер медали.
Все изображения на медали рельефные.
Медаль при помощи ушка и кольца соединяется с пятиугольной колодкой, обтянутой шёлковой муаровой лентой зелёного цвета с продольными полосками серебристого и чёрного цветов по краям ленты.
Ширина ленты — 24 мм, полосок — 3 мм.

### 2010 год

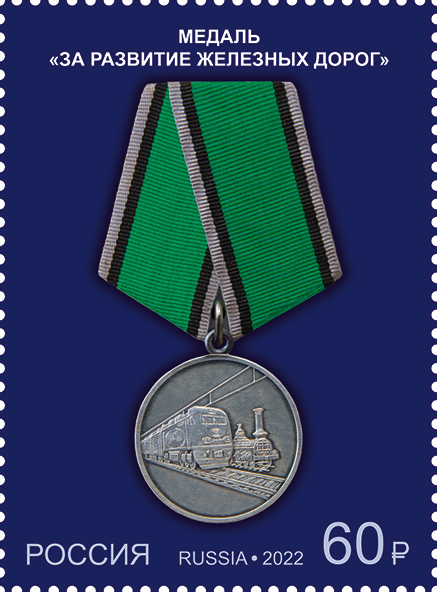
Почтовая марка 2022 год

Положение о медали и её описание утверждены Указом Президента Российской Федерации от 7 сентября 2010 года № 1099 «О мерах по совершенствованию государственной наградной системы Российской Федерации».

### 2011 год
Указом Президента Российской Федерации от 16 декабря 2011 года № 1631 в положение и описание медали были внесены дополнения, которыми предусмотрена миниатюрная копия медали.

## Награждённые медалью
1. Награждение медалью по годам:
| 2007 | 2008 | 2009 | 2010 | 2011 | 2012 | 2013 | 2014 | 2015 | 2016 | 2017 | 2018 | 2019 | 2020 | 2021 | Всего |
| ---- | ---- | ---- | ---- | ---- | ---- | ---- | ---- | ---- | ---- | ---- | ---- | ---- | ---- | ---- | ----- |
| 347  | 25   | 72   | 52   | 9    | 4    | 1    | 2    | 0    | 0    | 13   | 2    | 1    | 1    | 1    | 530   |

2. Награждение руководителей отрасли
- Якунин Владимир Иванович, президент открытого акционерного общества «Российские железные дороги», город Москва[7]
- Левитин Игорь Евгеньевич, Министр транспорта Российской Федерации

3. Награждение работников иностранной железной дороги:
 Андрюшков Иван Васильевич, Колдаева Галина Павловна, Платонов Николай Александрович, Храпенков Алексей Тимофеевич — работники Российско-Монгольского акционерного общества «Улан-Баторская железная дорога», Монголия

## Автор медали
Автор проекта медали — народный художник Российской Федерации, член Геральдического совета при Президенте Российской Федерации Евгений Ильич Ухналёв.